# IJslands constitutioneel referendum 1944
Met het IJslands constitutioneel referendum dat werd gehouden in IJsland tussen 20 en 23 mei 1944 werd kiezers gevraagd of de unie met Denemarken moest worden afgeschaft en of de republikeinse grondwet moest worden goedgekeurd. Beide maatregelen werden goedgekeurd met meer dan 98% van de stemmen. De opkomst was 98,4%.

## Resultaten

### Afschaffing personele unie met Denemarken
| Keuze                   | Stemmen | %    |
| ----------------------- | ------- | ---- |
| Voor                    | 71.122  | 99,5 |
| Tegen                   | 377     | 0,5  |
| Ongeldig/blanco         | 1.599   | -    |
| Totaal                  | 73.058  | 100  |
| Kiesgerechtigde/opkomst | 74.272  | 98,4 |

### Republikeinse grondwet
| Keuze                           | Stemmen | %    |
| ------------------------------- | ------- | ---- |
| Voor                            | 69.435  | 98,5 |
| Tegen                           | 1.051   | 1,5  |
| Ongeldig/blanco                 | 2.572   | -    |
| Totaal                          | 73.058  | 100  |
| Geregistreerde kiezers/ opkomst | 74.272  | 98,4 |

## Nasleep
De republiek van IJsland werd gevestigd op 17 juni 1944. In deze tijd werd Denemarken nog steeds bezet door nazi-Duitsland, veel Denen voelden zich beledigd omdat IJsland niet wachtte tot na de bezetting. Ondanks deze gevoelens stuurde Koning Christian X van Denemarken een boodschap naar de IJslandse bevolking om ze te feliciteren.